# Out of Control
Out of Control – piąty studyjny album zespołu Girls Aloud (ogółem szósty), który został wydany 3 listopada 2008 roku. Jest drugim albumem dziewcząt, który dotarł do 1 miejsca UK Albums Chart.

## Single
- The Promise
- The Loving Kind
- Untouchable

## O Albumie
Podczas trasy koncertowej Tangled Up Tour w maju 2008 dziewczęta zapowiedziały, że rozpoczynają się prace na ich kolejnym albumem. Na oficjalnej stronie internetowej zespołu dziewczyny opisywały album jako najdojrzalszy i najlepszy w ich dotychczasowej karierze. Kimberley Walsh dodała jeszcze że album jest utrzymany w klimatach lat 60., 70. i 80. i że nie było to zamierzone.

## Zawartość albumu
Gazeta „The Sun” określiła album jako mieszankę różnych ballad.
Poniżej opisana jest tylko część piosenek z albumu
- 2. „The Loving Kind” to piosenka napisana przy współpracy z Pet Shop Boys. Główny wokalista Pet Shop Boys określił tą piosenką jako piękną ale nadal taneczną. Popjustice napisał, że tekst piosenki jest smutny i melancholijny ale cała piosenka dodaje wiele optymizmu. Jest to dwudziesty singiel zespołu.
- 3. „Rolling Back the Rivers In Time” to piosenka, którą dziewczyny nagrały razem z Johnnym Marrem gitarzysta zespołu The Smiths.
- 4. „Love is the Key” opisany przez Digital Spy jako utwór, który zaczyna się śpiewem chóru w katedrze a kończy się grą harmonijki.
- 6. „Untouchable” jest najdłuższą piosenką albumu trwającą ponad 6 i pół minuty. Została nazwana szybką, elektroniczną i fantastyczną piosenką. Jest to dwudziesty pierwszy singiel zespołu.
- 7. „Fix Me Up” została porównana do piosenki nastrajającej na komedię z lat 70. Zawiera elementy piosenki Reuben Bell's „Superjock”.
- 8. „Love is Pain” opisana przez The Sun jako pieśń serca, która kończy się emocjonalnym solowym zakończeniem wykonanym przez Cheryl Cole, którą zdradził mąż na początku 2008 roku.
- 9. „Miss You Bow Wow” to piosenka, o której stwierdzono, że jest bardzo dobrym kandydatem na najciekawszy utwór roku będący zarazem dobrym kawałkiem tanecznym jak i posiadającym surrealistyczny tekst.
- 10. „Revolution in the Head” to utwór, którego cechą wyróżniającą jest pseudo-rap Nadine Coyle.
- 11. „Live in the Country” została nazwana basowo-bębnową piosenką z efektami odgłosów zwierząt o przeprowadzce na wieś.
- 12. „We Wanna Party” to piosenka napisana przy współpracy z Lene, autorką tekstu do piosenki You Freak Me Out, No Good Advice i własnej wersji piosenki Here We Go.

## Płyta i Dodatki

### Standardowa Edycja
- 1. The Promise
- 2. The Loving Kind
- 3. Rolling Back The Rivers
- 4. Love Is The Key
- 5. Turn 2 Stone
- 6. Untouchable
- 7. Fix Me Up
- 8. Love Is Pain
- 9. Miss You Bow Wow
- 10. Revolution In The Head
- 11. Live In The Country
- 12. We Wanna Party

### Edycja dla Fanów
Edycja dla fanów zawiera standardowe piosenki oraz książeczkę z tekstami piosenek, zdjęcia oraz dodatkową płytę CD, na której znajduje się wywiad dotyczący albumu.

### Girls A Live
Płyta ta jest limitowanym, specjalnym dodatkiem do płyty "Out of Control". Na tym dodatku znajdą się różne piosenki z tras koncertowych Girls Aloud.
- 1. Something Kinda Ooooh (Live at The Local)
- 2. Waiting (Live at Wembley, Chemistry Tour)
- 3. Call The Shots (Live at O2 Arena, Tangled Up Tour)
- 4. Deadlines & Diets (Live at Carling Academy, What Will The Neighbours Say? Tour)
- 5. Close To Love (Live at O2 Arena, Tangled Up Tour)
- 6. Love Machine (Live at The Local)
- 7. Biology (Live at Wembley, Chemistry Tour)
- 8. Graffiti My Soul (Live at Carling Academy, What Will The Neighbours Say? Tour)